# Rapotín (ciudad)
Rapotín es un municipio de la región de Olomouc. Está situado en el norte de Moravia, en el valle del río Desná, al noreste de la ciudad de Šumperk. Al norte está rodeado por los Jeseníky. Su longitud es ocho kilómetros, se extiende desde la ciudad Šumperk hasta el castillo de Velké Losiny. En el año 2014 contaba con 3238 habitantes.

## Historia
La primera mención escrita sobre el pueblo data del año 1391. Un acontecimiento importante en la historia del pueblo fue el traslado de la fábrica de vidrio de Kouty nad Desnou a Rapotín en el año 1829. La fábrica de vidrio fue comprada en el año 1857 por el empresario vienés J. Schreiber, quien la desarrolló de una forma espectacular.

## Monumentos
En el pueblo se registran los siguientes monumentos culturales:
- Iglesia de la Asunción – un edificio neogótico del año 1874.

- Capilla de San Miguel – capilla barroca de la segunda mitad del siglo XVIII.

- Fábrica de vidrio (fundada en 1820).

- Cruz del borde del camino.

- Datos: Q303561
- Multimedia: Rapotín / Q303561